# أكاديمية أليس
أكاديمية أليس (باليابانية: 学園アリス، بالروماجي: Gakuen Arisu) هي سلسلة شوجو مانغا يابانية من تأليف هيغوتشي تاتشيبانا، صدرت في 19 فبراير عام 2003 حتى 20 يونيو عام 2013، وتكونت 31 مجلداً،  وفي عام 2013 طبعة من المانغا أكثر من 7 ملايين نسخة.
أنتجت المانغا إلى أنمي تلفزيوني من قبل استوديو مجموعة تي.إي.سي، عرض الأنمي في 30 أكتوبر عام 2004 حتى 14 مايو عام 2005 على قناة NHK وبي إس-2، وتكون من 26 حلقة.

## القصة
يحكي قصة فتاة تبلغ العاشرة من العمر تدعى ساكورا ميكان والتي انهارت بعد انتقال اعز صديقاتها ايماي هوتارو إلى مدرسة للاطفال «العباقرة» في طوكيو. وبعد سماعها اشاعات حول ما يحدث في تلك الأكاديمية هربت ميكان من المنزل تاركة جدها لتبحث عن صديقتها العزيزة ولتجد تلك المدرسة الي انتقلت إليها هوتارو.
Gakuen Alice هي تحديداً خاصة للأطفال الذين لديهم قدرات خاصة تدعى " Alice". يكتشف أحد معلمي المدرسة، ويدعى نارومي، ان ميكان أيضاً لديها قدرة خاصة " Alice" ويُـلحقها بالمدرسة.

## الشخصيات
ساكورا ميكان
وهي البطلة لديها شخصية مرحه ومتفاءله ولديها أليس.
ناتسومي
وهو البطل ذو شخصية غامضة لا يُعرف عن ماضيه إلا القليل ولديه أليس النار وهو الوحيد الحاصل بالترتيب النجمي على النجمة الخاصة
هوتارو ايماي
شخصيتها باردة ولا تبتسم إلا قليلا لديها اليس الاختراع صديقة ميكان المفضلة وهي السبب في عزم ميكان في الدخول إلى المدرسة
ويوجد الكثييير من الشخصيات الأخرى ذات أدوار فعاله.

## وصلات خارجية
أكاديمية أليس على موقع ANN manga (الإنجليزية)